# Bellaterra Edicions
Bellaterra Edicions és una editorial acadèmica, fundada per Feliu Riera l'any 1973, amb seu a Barcelona i amb prop d'un miler de títols publicats. Especialitzada en l'assaig científic en l'àmbit de les ciències socials i el pensament crític, va apostar per obrir nous camins amb col·leccions d'estudis sobre l'Àfrica, el Món Àrab o l'Extrem Orient. El seu fons està especialitzat en obres d'antropologia, pensament descolonial, feminismes, LGBTI i teoria queer.
L'any 2019, la cooperativa Cultura 21, que engloba l'editorial Tigre de Paper, la revista crítica Catarsi Magazín i la Fira Literal d'Idees i Llibres Radicals, impulsà amb l'assessorament jurídic del Col·lectiu Ronda una campanya de 300 títols participatius de 1.000 euros per a fer efectiva l'adquisició de les col·leccions de Bellaterra Edicions.